# 21572 Nguyen-McCarty
A 21572 Nguyen-McCarty (ideiglenes jelöléssel 1998 RQ52) a Naprendszer kisbolygóövében található aszteroida. A LINEAR projekt keretében fedezték fel 1998. szeptember 14-én.